# Yamauchi Tadayoshi
Yamauchi Tadayoshi (山内 忠義?; 1592 – 1664) è stato un  daimyō giapponese del periodo Edo, signore dell'Han di Tosa.

## Biografia
Tadayoshi era il figlio di Yamauchi Yasutoyo e succedette allo zio Yamauchi Kazutoyo come daimyō di Tosa quando quest'ultimo morì senza eredi.
Presto servizio ai Tokugawa in diversi modi molto importanti, tra i quali contribuì con numerose forze che parteciparono alle campagne del castello di Osaka e il lavoro della corvée per la costruzione delle città shogunali di Edo, Sunpu, Nagoya, Shinoyama e Fushimi e per la ricostruzione della stessa Osaka distrutta dalle campagne. Contribuì anche ai guerrieri per aiutare le forze shogunali ad effettuare la confisca del dominio di Hiroshima nel 1619 di Fukushima Masanari. Queste spese, combinate con gli alti costi del sankin kōtai, portarono al dominio ingenti debiti già nel 1620, a tal punto che avevano difficoltà a trovare commercianti di Edo o Osaka disposti a fargli prestiti.
A Tadayoshi fu concesso l'uso del nome onorario Matsudaira nel 1610, da Tokugawa Hidetada.
La grave situazione finanziaria del dominio raggiunse un punto di crisi nel 1620, quando gli ufficiali shogunali dissero a Tadayoshi che era in pericolo di confisca del suo dominio. I servitori di Yamauchi, profondamente leali, si offrirono di chiedere al signore di confiscare i loro possedimenti, al fine di aiutarlo a coprire i costi del dominio; Tadayoshi non lo fece, ma chiese ai suoi servitori il 25% delle loro entrate per aiutare a ripagare i prestiti del dominio. Tuttavia non fu sufficiente. Tadayoshi impose quindi nuovi obblighi di corvée per i contadini, ampliando notevolmente la creazione di legname; sebbene alcuni dei suoi consiglieri si preoccupassero che questo avrebbe colpito troppo duramente i contadini, portandoli via dai campi e quindi lontano dalle colture in crescita, o ispirando la rivolta o l'esodo dei contadini, il piano funzionò. In breve tempo grandi quantità di legname proveniente da Tosa venivano vendute nei mercati di Osaka, e il dominio rimborsò tutti i suoi prestiti. Tadayoshi ottenne quindi un accordo con lo shogunato secondo cui in futuro Tosa sarebbe stata in grado di contribuire con il legname, piuttosto che con il lavoro, in adempimento degli obblighi feudali di contribuire ai progetti di costruzione dello shogunato.